# Coupe du monde des clubs de la FIFA 2017
Navigation
Japon 2016 Émirats arabes unis 2018
La Coupe du monde des clubs de la FIFA 2017 est la 14e édition de la Coupe du monde des clubs de la FIFA. Elle se tient du 6 au 16 décembre 2017 aux Émirats arabes unis pour la troisième fois de son histoire. Le pays organisateur a été choisi en mars 2015 par la Fédération internationale de football association (FIFA).
Les clubs champions continentaux des six confédérations continentales de football disputent le tournoi en compagnie du champion du pays organisateur.

## Sélection du pays hôte
Quatre pays se sont portés candidats à l'organisation de cette compétition pour les éditions 2017 et 2018 :
- Brésil
- Japon
- Émirats arabes unis
- Inde[2]

Lors du comité exécutif de la FIFA des 19 et 20 mars 2015, les éditions 2017 et 2018 ont été attribuées aux Émirats arabes unis.

## Organisation
| Abou Dabi          | Al-Ain                |
| ------------------ | --------------------- |
| Stade Sheikh Zayed | Stade Hazza Bin Zayed |
| Capacité: 45 000   | Capacité: 25 000      |
|                    |                       |

| \| Abou Dabi Al-Ain \| Localisation des villes hôtes pour la phase finale. |
| Abou Dabi Al-Ain                                                           |

| Premier tour           | 6 décembre     |
| Second tour            | 9 décembre     |
| Match pour la 5e place | 12 décembre    |
| Demi-finales           | 12-13 décembre |
| Match pour la 3e place | 16 décembre    |
| Finale                 | 16 décembre    |

## Clubs qualifiés
Les équipes participant à la compétition sont les vainqueurs des plus grandes compétitions inter-clubs de chaque confédération. Le vainqueur de la confédération océanienne doit quant à lui affronter le vainqueur du championnat du pays hôte.
En décembre 2016, quelques voix s'élèvent pour que le club brésilien de Chapecoense, dont l'équipe a été décimée dans un accident aérien, soit invité à l'édition 2017 de la Coupe du monde des clubs. Mais cette suggestion n'est même pas envisagée au congrès de la FIFA de janvier 2017.
| Club                    | Pays                    | Confédération           | Épreuve qualificative                        |
| Entrent en demi-finales | Entrent en demi-finales | Entrent en demi-finales | Entrent en demi-finales                      |
| ----------------------- | ----------------------- | ----------------------- | -------------------------------------------- |
| Real Madrid             | Espagne                 | UEFA                    | Ligue des champions de l'UEFA 2016-2017      |
| Grêmio                  | Brésil                  | CONMEBOL                | Copa Libertadores 2017                       |
| Entrent au second tour  |                         |                         |                                              |
| CF Pachuca              | Mexique                 | CONCACAF                | Ligue des champions de la CONCACAF 2016-2017 |
| Wydad AC                | Maroc                   | CAF                     | Ligue des champions de la CAF 2017           |
| Urawa Red Diamonds      | Japon                   | AFC                     | Ligue des champions de l'AFC 2017            |
| Entrent au premier tour |                         |                         |                                              |
| Auckland City           | Nouvelle-Zélande        | OFC                     | Ligue des champions de l'OFC 2017            |
| Al-Jazira Club          | Émirats arabes unis     | AFC                     | Arabian Gulf League 2017 (pays hôte)         |

## Résultats

### Tableau
|  | 1er tour                | 1er tour             |                         |          | 2e tour                | 2e tour                |                 |                 | Demi-finales | Demi-finales |  |  | Finale                  | Finale                  |
|  | 6 décembre - Al-Ain     |                      |                         |          |                        |                        |                 |                 |              |              |  |  |                         |                         |
|  | Al-Jazira               | 1                    |                         |          | 9 décembre - Abu Dhabi | 9 décembre - Abu Dhabi |                 |                 |              |              |  |  |                         |                         |
|  | Al-Jazira               | 1                    |                         |          | 9 décembre - Abu Dhabi | 9 décembre - Abu Dhabi |                 |                 |              |              |  |  |                         |                         |
|  | Auckland City           | 0                    |                         |          | Urawa Reds             | 0                      |                 |                 |              |              |  |  |                         |                         |
|  | Auckland City           | 0                    | 13 décembre - Al-Ain    |          | Urawa Reds             | 0                      |                 |                 |              |              |  |  |                         |                         |
|  |                         |                      |                         |          | Al-Jazira              | 1                      |                 |                 |              |              |  |  |                         |                         |
|  | Al-Jazira               | 1                    |                         |          | Al-Jazira              | 1                      |                 |                 |              |              |  |  |                         |                         |
|  | Al-Jazira               | 1                    |                         |          |                        |                        |                 |                 |              |              |  |  |                         |                         |
|  |                         |                      | Real Madrid             | 2        |                        |                        |                 |                 |              |              |  |  |                         |                         |
|  |                         |                      | Real Madrid             | 2        |                        |                        |                 |                 |              |              |  |  |                         |                         |
|  |                         |                      | 16 décembre - Abu Dhabi |          |                        |                        |                 |                 |              |              |  |  |                         |                         |
|  |                         |                      |                         |          |                        |                        |                 |                 |              |              |  |  |                         |                         |
|  | Real Madrid             | 1                    |                         |          |                        |                        |                 |                 |              |              |  |  |                         |                         |
|  | Real Madrid             | 1                    | 9 décembre - Abu Dhabi  |          |                        |                        |                 |                 |              |              |  |  |                         |                         |
|  |                         | Grêmio               | 0                       |          |                        |                        |                 |                 |              |              |  |  |                         |                         |
|  |                         |                      | 0                       | Wydad AC | 0                      |                        |                 |                 |              |              |  |  |                         |                         |
|  | 12 décembre - Abu Dhabi |                      |                         | Wydad AC | 0                      |                        |                 |                 |              |              |  |  |                         |                         |
|  |                         | CF Pachuca           | 1ap                     |          |                        |                        |                 |                 |              |              |  |  |                         |                         |
|  | Grêmio                  | CF Pachuca           | 1ap                     | 1ap      |                        |                        |                 |                 |              |              |  |  |                         |                         |
|  | Grêmio                  | Cinquième place      | Cinquième place         | 1ap      |                        |                        | Troisième place | Troisième place |              |              |  |  |                         |                         |
|  |                         | Cinquième place      | Cinquième place         |          | CF Pachuca             | 0                      | Troisième place | Troisième place |              |              |  |  |                         |                         |
|  | Wydad AC                | 2                    | Al Jazira               | 1        | CF Pachuca             | 0                      |                 |                 |              |              |  |  |                         |                         |
|  | Wydad AC                | 2                    | Al Jazira               | 1        |                        |                        |                 |                 |              |              |  |  |                         |                         |
|  | Urawa Reds              | 3                    | CF Pachuca              | 4        |                        |                        |                 |                 |              |              |  |  |                         |                         |
|  | Urawa Reds              | 3                    | CF Pachuca              | 4        |                        |                        |                 |                 |              |              |  |  |                         |                         |
|  | 12 décembre - Al-Ain    | 12 décembre - Al-Ain |                         |          |                        |                        |                 |                 |              |              |  |  | 16 décembre - Abu Dhabi | 16 décembre - Abu Dhabi |

ap : après prolongation

### Premier tour
| 6 décembre 2017                | Al-Jazira Club | 1 - 0   | Auckland City FC | Stade Hazza Bin Zayed, Al-Aïn                                              |                                                                            |
| 21 h 00 (UTC+4) 18 h 00 (CEST) | Romarinho 38e  | (1 - 0) |                  | Spectateurs : 4 246 Diffuseur : beIn sport Max Arbitrage : Malang Diedhiou | Spectateurs : 4 246 Diffuseur : beIn sport Max Arbitrage : Malang Diedhiou |
| 21 h 00 (UTC+4) 18 h 00 (CEST) | Rapport        |         |                  | Spectateurs : 4 246 Diffuseur : beIn sport Max Arbitrage : Malang Diedhiou | Spectateurs : 4 246 Diffuseur : beIn sport Max Arbitrage : Malang Diedhiou |

### Second tour
| 9 décembre 2017                | CF Pachuca  | 1 - 0 a. p. | Wydad AC | Stade Sheikh Zayed, Abou Dabi                                                |                                                                              |
| 17 h 00 (UTC+4) 14 h 00 (CEST) | Guzmán 111e | (0 - 0)     |          | Spectateurs : 12 488 Diffuseur : beIN Sports Max Arbitrage : Ravshan Irmatov | Spectateurs : 12 488 Diffuseur : beIN Sports Max Arbitrage : Ravshan Irmatov |
| 17 h 00 (UTC+4) 14 h 00 (CEST) | Rapport     |             |          | Spectateurs : 12 488 Diffuseur : beIN Sports Max Arbitrage : Ravshan Irmatov | Spectateurs : 12 488 Diffuseur : beIN Sports Max Arbitrage : Ravshan Irmatov |

| 9 décembre 2017                | Al-Jazira Club | 1 - 0   | Urawa Red Diamonds | Stade Sheikh Zayed, Abou Dabi                                            |                                                                          |
| 20 h 30 (UTC+4) 17 h 30 (CEST) | Mabkhout 52e   | (0 - 0) |                    | Spectateurs : 15 593 Diffuseur : beIN Sports Max Arbitrage : César Ramos | Spectateurs : 15 593 Diffuseur : beIN Sports Max Arbitrage : César Ramos |
| 20 h 30 (UTC+4) 17 h 30 (CEST) | Rapport        |         |                    | Spectateurs : 15 593 Diffuseur : beIN Sports Max Arbitrage : César Ramos | Spectateurs : 15 593 Diffuseur : beIN Sports Max Arbitrage : César Ramos |

#### Match pour la cinquième place
| 12 décembre 2017               | Wydad AC                           | 2 - 3   | Urawa Red Diamonds               | Stade Hazza Bin Zayed, Al-Aïn               |                                             |
| 18 h 00 (UTC+4) 15 h 00 (CEST) | El Haddad 21e · Hajhouj 94e (pen.) | (1 - 2) | 17e 59e Mauricio · 25e Kashiwagi | Spectateurs : 4 281 Arbitrage : Matt Conger | Spectateurs : 4 281 Arbitrage : Matt Conger |
| 18 h 00 (UTC+4) 15 h 00 (CEST) | Rapport                            |         |                                  | Spectateurs : 4 281 Arbitrage : Matt Conger | Spectateurs : 4 281 Arbitrage : Matt Conger |

### Demi-finales
| 12 décembre 2017               | Grêmio      | 1 - 0 a. p. | CF Pachuca | Stade Hazza Bin Zayed, Al-Aïn                                       |                                                                     |
| 21 h 00 (UTC+4) 18 h 00 (CEST) | Éverton 95e | (0 - 0)     |            | Spectateurs : 6 428 Diffuseur : beIN Sports Arbitrage : Felix Brych | Spectateurs : 6 428 Diffuseur : beIN Sports Arbitrage : Felix Brych |
| 21 h 00 (UTC+4) 18 h 00 (CEST) | Rapport     |             |            | Spectateurs : 6 428 Diffuseur : beIN Sports Arbitrage : Felix Brych | Spectateurs : 6 428 Diffuseur : beIN Sports Arbitrage : Felix Brych |

| 13 décembre 2017               | Al-Jazira Club | 1 - 2   | Real Madrid            | Stade Sheikh Zayed, Abou Dabi                                         |                                                                       |
| 21 h 00 (UTC+4) 18 h 00 (CEST) | Romarinho 41e  | (1 - 0) | 53e Ronaldo · 81e Bale | Spectateurs : 36 650 Diffuseur : beIN Sports Arbitrage : Sandro Ricci | Spectateurs : 36 650 Diffuseur : beIN Sports Arbitrage : Sandro Ricci |
| 21 h 00 (UTC+4) 18 h 00 (CEST) | Rapport        |         |                        | Spectateurs : 36 650 Diffuseur : beIN Sports Arbitrage : Sandro Ricci | Spectateurs : 36 650 Diffuseur : beIN Sports Arbitrage : Sandro Ricci |

### Match pour la troisième place
| 16 décembre 2017               | Al-Jazira   | 1 - 4   | CF Pachuca                                                  | Stade Sheikh Zayed, Abou Dabi                    |                                                  |
| 18 h 00 (UTC+4) 15 h 00 (CEST) | Mubarak 57e | (0 - 1) | 37e Jonathan · 60e Jara · 79e De la Rosa · 83e (pen.) Sagal | Spectateurs : 11 785 Arbitrage : Malang Diedhiou | Spectateurs : 11 785 Arbitrage : Malang Diedhiou |
| 18 h 00 (UTC+4) 15 h 00 (CEST) | Rapport     |         |                                                             | Spectateurs : 11 785 Arbitrage : Malang Diedhiou | Spectateurs : 11 785 Arbitrage : Malang Diedhiou |

### Finale
| Finale                                          | Real Madrid | 1 - 0   | Grêmio | Stade Sheikh Zayed, Abou Dabi                                        |                                                                      |
| 16 décembre 2017 21 h 00 (UTC+4) 18 h 00 (CEST) | Ronaldo 53e | (0 - 0) |        | Spectateurs : 41 094 Diffuseur : beIN Sports Arbitrage : César Ramos | Spectateurs : 41 094 Diffuseur : beIN Sports Arbitrage : César Ramos |
| 16 décembre 2017 21 h 00 (UTC+4) 18 h 00 (CEST) | Rapport     |         |        | Spectateurs : 41 094 Diffuseur : beIN Sports Arbitrage : César Ramos | Spectateurs : 41 094 Diffuseur : beIN Sports Arbitrage : César Ramos |

| Real Madrid | Grêmio |

| G               | 1  | Keylor Navas      |     |     |
| D               | 2  | Dani Carvajal     |     |     |
| D               | 5  | Raphaël Varane    |     |     |
| D               | 4  | Sergio Ramos (c)  |     |     |
| D               | 12 | Marcelo           |     |     |
| M               | 10 | Luka Modrić       |     |     |
| M               | 14 | Casemiro          | 27e |     |
| M               | 8  | Toni Kroos        |     |     |
| A               | 22 | Isco              |     | 73e |
| A               | 7  | Cristiano Ronaldo |     |     |
| A               | 9  | Karim Benzema     |     | 79e |
| Remplaçants :   |    |                   |     |     |
| G               | 13 | Kiko Casilla      |     |     |
| G               | 35 | Moha Ramos        |     |     |
| D               | 3  | Jesús Vallejo     |     |     |
| D               | 6  | Nacho             |     |     |
| D               | 15 | Théo Hernandez    |     |     |
| D               | 19 | Achraf Hakimi     |     |     |
| M               | 18 | Marcos Llorente   |     |     |
| M               | 20 | Marco Asensio     |     |     |
| M               | 23 | Mateo Kovačić     |     |     |
| M               | 24 | Dani Ceballos     |     |     |
| A               | 11 | Gareth Bale       |     | 79e |
| A               | 17 | Lucas Vázquez     |     | 73e |
| A               | 21 | Borja Mayoral     |     |     |
| Entraîneur :    |    |                   |     |     |
| Zinédine Zidane |    |                   |     |     |

| G             | 1  | Marcelo Grohe         |  |     |
| D             | 2  | Edílson (en)          |  |     |
| D             | 3  | Pedro Geromel (c)     |  |     |
| D             | 4  | Walter Kannemann      |  |     |
| D             | 12 | Bruno Cortez          |  |     |
| M             | 5  | Michel (en)           |  | 84e |
| M             | 25 | Jailson (en)          |  |     |
| A             | 17 | Ramiro (en)           |  | 71e |
| M             | 7  | Luan                  |  |     |
| A             | 21 | Fernandinho (en)      |  |     |
| A             | 18 | Lucas Barrios         |  | 63e |
| Remplaçants : |    |                       |  |     |
| G             | 30 | Bruno Grassi (en)     |  |     |
| G             | 48 | Paulo Victor (en)     |  |     |
| D             | 6  | Leonardo Gomes (en)   |  |     |
| D             | 14 | Bruno Rodrigo (en)    |  |     |
| D             | 15 | Rafael Thyere (en)    |  |     |
| D             | 22 | Bressan               |  |     |
| D             | 26 | Marcelo Oliveira (en) |  |     |
| D             | 88 | Léo Moura (en)        |  |     |
| M             | 8  | Maicon                |  | 84e |
| M             | 28 | Kaio (en)             |  |     |
| A             | 9  | Jael (en)             |  | 63e |
| A             | 11 | Éverton               |  | 71e |
| Entraîneur :  |    |                       |  |     |
| Renato Gaúcho |    |                       |  |     |

## Classement
| Rang | Club               | Pays                |
| ---- | ------------------ | ------------------- |
| 1    | Real Madrid        | Espagne             |
| 2    | Grêmio             | Brésil              |
| 3    | CF Pachuca         | Mexique             |
| 4    | Al-Jazira          | Émirats arabes unis |
| 5    | Urawa Red Diamonds | Japon               |
| 6    | Wydad AC           | Maroc               |
| 7    | Auckland City FC   | Nouvelle-Zélande    |

## Récompenses
| Prix              | Lauréat                | Club           |
| ----------------- | ---------------------- | -------------- |
| Ballon d'or       | Luka Modrić            | Real Madrid CF |
| Ballon d'argent   | Cristiano Ronaldo      | Real Madrid CF |
| Ballon de bronze  | Jonathan Urretaviscaya | CF Pachuca     |
| Prix du fair-play | Real Madrid CF         | Real Madrid CF |

## Classement des buteurs
| Rang | Joueur                 | Club               | Buts |
| ---- | ---------------------- | ------------------ | ---- |
| 1    | Cristiano Ronaldo      | Real Madrid        | 2    |
| 1    | Maurício Antônio       | Urawa Red Diamonds | 2    |
| 1    | Romarinho              | Al-Jazira          | 2    |
| 3    | Gareth Bale            | Real Madrid        | 1    |
| 3    | Roberto de la Rosa     | Pachuca            | 1    |
| 3    | Éverton                | Grêmio             | 1    |
| 3    | Víctor Guzmán          | Pachuca            | 1    |
| 3    | Ismail Haddad          | Wydad AC           | 1    |
| 3    | Reda El Hajhouj        | Wydad AC           | 1    |
| 3    | Franco Jara            | Pachuca            | 1    |
| 3    | Yōsuke Kashiwagi       | Urawa Red Diamonds | 1    |
| 3    | Ali Mabkhout           | Al-Jazira          | 1    |
| 3    | Khalfan Mubarak        | Al-Jazira          | 1    |
| 3    | Ángelo Sagal           | Pachuca            | 1    |
| 3    | Jonathan Urretaviscaya | Pachuca            | 1    |